# Макоцево
Мако́цево (болг. Макоцево) — село в Софійській області Болгарії. Входить до складу общини Горішня Малина.

## Населення
За даними перепису населення 2011 року у селі проживали 211 осіб, усі — болгари.
Розподіл населення за віком у 2011 році:
Динаміка населення: